# لیودمیلا اکسینووا
لیودمیلا اکسینووا (روسی: Людмила Васильевна Аксёнова؛ زادهٔ ۲۳ آوریل ۱۹۴۷) ورزشکار دو و میدانی اهل اتحاد جماهیر شوروی سوسیالیستی است.